# 쓰쿠바산
쓰쿠바산(일본어: 筑波山 쓰쿠바산[*])는 일본의 간토 지방 동부, 이바라키현 쓰쿠바시 북쪽에 있는 해발 877 m의 산이다. 서쪽의 난타이 산(男体山, 해발 871 m, 좌표는 36.22593N, 140.09850E)과 동쪽의 뇨타이 산(女体山, 해발 877 m, 좌표는 36.22537N, 140.10696E )으로 구성된다. 별칭은 시호(紫峰). 쓰쿠바네(筑波嶺)이라고도 부르며, 이바라키 현의 상징 중 하나이다.

## 개요
후지산과 대비하여 ‘서쪽에 후지가 있다면, 동쪽에는 쓰쿠바’로 불린다. 이바라키 현의 서쪽 지방에 위치해 있는 전망이 아름다운 산이다. 전역이 수향 쓰쿠바 국정 공원(水郷筑波国定公園)으로 지정된 보호 구역이며, 산 중턱에서 정상 부근은 자연공원법에 의해 특별 보호 지구에 지정된 쓰쿠바 산 신사 경내 지역이다. 옛부터 나무와 대나무 이외의 식물의 손상 · 재배, 동식물의 포획, 채취 등이 금지되어 신역으로 보전되어 왔다. 화기의 무단 사용, 주인 없는 애완동물 산책 등의 행위도 금지되어 있다. 만엽집에도 등장하는 일본백명산으로 일본 백경 중 하나이다. 명산에서 가장 해발이 낮은 가이몬다케(해발 924 m)와 함께 1000 m 미만의 산이다. 독립된 봉우리로 보이지만 실제로는 8개의 산으로 구성된 최남단 축성산괴이다. 화산으로 착각할 수도 있지만 실제로는 화산이 아니라 융기된 화강암이 비바람에 깎여 형성된 것으로 알려져 있다. 정상 부분은 반려암으로 구성되어 있다.
정상의 높이는 오랫동안 삼각점의 고도인 876 m로 되어 있었지만, 1999년에 최고점 877 m로 변경되었다.